# Municipio de Richmond (condado de Huron)
El municipio de Richmond (en inglés: Richmond Township) es un municipio ubicado en el condado de Huron en el estado estadounidense de Ohio. En el año 2010 tenía una población de 1102 habitantes y una densidad poblacional de 16,6 personas por km².

## Geografía
El municipio de Richmond se encuentra ubicado en las coordenadas 41°1′50″N 82°47′19″O / 41.03056, -82.78861. Según la Oficina del Censo de los Estados Unidos, el municipio tiene una superficie total de 66.37 km², de la cual 65,97 km² corresponden a tierra firme y (0,6 %) 0,4 km² es agua.

## Demografía
Según el censo de 2010, había 1102 personas residiendo en el municipio de Richmond. La densidad de población era de 16,6 hab./km². De los 1102 habitantes, el municipio de Richmond estaba compuesto por el 92,65 % blancos, el 0,27 % eran afroamericanos, el 0,27 % eran asiáticos, el 5,63 % eran de otras razas y el 1,18 % eran de una mezcla de razas. Del total de la población el 11,8 % eran hispanos o latinos de cualquier raza.